# Arnošt Klimčík
Arnošt Klimčík, född 24 juli 1945 i Karviná, Tjeckien, död 21 mars 2015,  var en tjeckoslovakisk handbollsspelare.
Han tog OS-silver i herrarnas turnering i samband med de olympiska handbollstävlingarna 1972 i München.